# Гартман, Лев Николаевич
Лев Никола́евич Га́ртман (нем. Hartmann; 1850, Архангельская губерния — 1908, Нью-Йорк) — русский революционер-народник, заграничный представитель партии «Народная воля».

## Биография
Родился в семье немецкого колониста, переселившегося в Архангельскую губернию; относился к мещанскому сословию. Учился в Архангельской губернской гимназии (курса не окончил). С 1866 года жил в Петербурге, с 1872 — в Таганроге, где преподавал в горном училище, и в Ростове-на-Дону (работал поверенным Общественного банка, служил в Горной управе).
В 1876 году примкнул к организации «Земля и воля», участвовал в революционном движении на юге России: был хозяином конспиративной квартиры-«коммуны» в Ростове-на-Дону, весной перешёл на нелегальное положение, вёл революционную пропаганду среди рабочих Крыма и Кубани. В октябре 1876 года был арестован, содержался в тюрьме Екатеринодара, в конце 1877 года был выпущен под залог и вскоре бежал.
В 1878—1879 годы жил в саратовской (с. Покровское Новоузенского уезда, 20.7.1878 — 20.1.1879, под именем Н. С. Лихачева) и тамбовской (с. Ивановское Тамбовского уезда, с весны 1879 по 14.7.1879, под именем В. Троицкого) коммунах землевольцев. После раскола «Земли и воли» участвовал в работе организации «Чёрный передел», затем перешёл к народовольцам.
В 1879 году участвовал в подготовке покушения на императора Александра II: в августе 1879 года работал в динамитной мастерской в Петербурге; в сентябре (под именем Н. С. Сухорукова) купил дом в Москве за Рогожской заставой, откуда осуществлялся подкоп под полотно Московско-Курской железной дороги. После неудачи со взрывом царского поезда (19.11.1879) уехал в Петербург, откуда в декабре того же года при содействии В. И. Иохельсона бежал за границу.
Был выслежен охранным отделением во Франции и по требованию русского правительства арестован в Париже 22 января 1880 года французской полицией. Исполнительным комитетом «Народной воли» была развёрнута кампания по освобождению Л. Н. Гартмана: направлены письма президенту Франции Ж. Греви и председателю парламента Л. Гамбетте, левые французские газеты опубликовали воззвание «Французскому народу от Исполнительного комитета русской революционной партии». В кампанию по освобождение Л. Н. Гартмана включились С. М. Кравчинский, П. Л. Лавров, Г. В. Плеханов, Дж. Гарибальди, а также Виктор Гюго, направивший правительству Франции письмо. Л. Н. Гартман вскоре был освобождён, 7 марта 1880 выслан из Франции. Жил в Лондоне, с октября 1880 года был заграничным представителем «Народной воли». Общался с русскими и польскими эмигрантами, встречался с К. Марксом и Ф. Энгельсом.
С 1881 года жил в США, где революционной деятельностью практически не занимался, но поддерживал связи с русскими эмигрантами, в частности, с В. Л. Бурцевым.